# قابل السود
قابل السود (بالإنجليزية: Meet the Blacks)‏ هو فيلم رعب كوميدي أمريكي تم إنتاجه في سنة 2016 من إخراج دين تايلور وبطولة مايك ايبس وغاري أوين وزولاي هيناو وليل دوفال وبريشا ويب وجورج لوبيز ومايك تايسون. تم نشر الفيلم في السينما في يوم 1 أبريل 2016 عن طريق استوديو فريستايل ريليسنغ.

## القصة
قصة الفيلم تتكلم عن كارل بلاك الذي يقوم بنقل منزله وعائلته إلى منطقة راقية بعد أن تم سرقة بيته في حيه القديم، لكن بعد أن يصل إلى الحي الجديد يفاجأ بوجود قرار من السلطات أو ما يعرف بحملة التطهير يسمح للصوص والمجرمين بعمل أي جريمة خلال 12 ساعة في ذلك اليوم ويقوم كارل بحماية عائلته من كل الاشخاص الذين يريدون قتله .

## البطولة
- مايك ايبس بدور كارل بلاك
- غاري أوين بدور لاري
- زولاي هيناو بدور لورينا
- ليل دوفال بدور كرونو
- بريشا ويب بدور آلي
- أليكس هندرسون بدور كارل الابن
- جورج لوبيز بدور رئيس إيل باما
- مايك تايسون بدور جيمس كلاون
- شاون كافانو بدور ماركوس
- كينغ باتش بدور فريزي
- تشارلي مورفي بدور بدور كاي فلو
- ديراي ديفيس بدور تيرون
- بيريز هيلتون بدور دينيس ستراهان
- مايكل بلاكسون بدور مستر ووكي
- تاميكا كوتل بدور شوراندا
- كاثرين أن بدور مينغ
- بول موني بدور عضو في كو كلوكس كلان
- سنوب دوغ بدور تود
- تايرين تارنر بدور بيغ هيد ريكو

## التقييم
أغلبية ردود الفيلم على موقع الطماطم الفاسدة كانت سلبية، حيث حصل الفيلم على تقييم 13% بناءً على 8 مشاهدات. على موقع ميتاكريتيك حصل على تقييم 26 من 100 وحاز على 4 انتقادات سلبية.

## روابط خارجية
- قابل السود على موقع IMDb (الإنجليزية)
- قابل السود على موقع روتن توميتوز (الإنجليزية)
- قابل السود على موقع ألو سيني (الفرنسية)
- قابل السود على موقع Turner Classic Movies (الإنجليزية)
- قابل السود على موقع أول موفي (الإنجليزية)
- قابل السود على موقع بوكس أوفيس موجو (الإنجليزية)
- قابل السود على موقع قاعدة بيانات الفيلم (الإنجليزية)
- قابل السود على موقع ليتربوكسد (الإنجليزية)
- قابل السود على موقع كينوبويسك (الروسية)